# Kose Kanaoka
Kose Kanaoka ou Kose-no-Kanaoka est un peintre japonais du IXe siècle. Ses dates de naissance de décès ainsi que ses origines, ne sont pas connues, mais sa période d'activité se situe dans la seconde moitié du IXe siècle. 

## Biographie
L'Office de Peinture de la cour impériale (e-dokoro), fondé en 886, devient le centre des travaux picturaux de la cour de Heian (actuelle Kyoto) et c'est alors que commencent à apparaître quelques noms d'artistes appréciés pour leur talent personnel et non simplement comme artisans. Kose Kanaoka est ainsi mentionné plusieurs fois comme le premier génie pictural du Japon. Traité avec respect par les lettrés de son temps, Sugawara Michizane, ministre et poète, lui demande une vue du parc impérial, dans les années 868-872, ce qui nous permet de croire que Kanaoka essaie de représenter fidèlement ce paysage, tout en peignant par ailleurs des scènes plus fantaisistes d'après des textes chinois pour des paravents rituels. Ses descendants lui succèdent comme peintres de cour, formant dès la fin du IXe siècle la première école de peinture japonaise, l'école Kose.

## Formation du style national dans l'art profane duIXeauXIIesiècle
Après avoir suivi l'évolution stylistique de la peinture bouddhique qui, en se dégageant petit à petit des emprunts chinois, réussit à établir une esthétique proprement japonaise, on voit aussi se former, au cours de cette même époque Heian, un style national dans la peinture profane qui reflète plus directement la vie et le sentiment de la nation. Comme on l'a déjà remarqué, la noblesse de Nara au VIIIe siècle est entourée de décors de style Tang, à la dernière mode chinoise. Cette tendance se perpétue au début du siècle suivant, même après que la capitale soit transférée à Heian, où les nouveaux apports chinois sont introduits non seulement par deux ambassades japonaises en Chine (en 804-806 et 838-840), mais surtout par les marchands chinois et coréens qui commencent à fréquenter les ports japonais. Cependant, à partir de la deuxième moitié du IXe siècle, la peinture se tourne vers des sujets plus familiers. Ce changement se manifeste d'abord dans le décor intérieur des palais impériaux ou des résidences des nobles, dont l'aspect se modifie suivant le goût du temps.
Les recherches effectuées dans les textes de l'époque permettent d'affirmer que la peinture murale à destination décorative est désignée alors sous le nom de yamato-e (peinture à la japonaise), mot dont la signification est altérée et élargie par la suite. On lui oppose le genre kara-e, décoration d'inspiration continentale (paysage de fantaisie à la mode chinoise, illustration de légendes ou d'anecdotes chinoises), genre qui malgré l'importance croissante du yamato-e subsiste au cours du Xe au XIIe siècle pendant lesquels il est réservé aux cérémonies officielles et religieuses. 
Il est difficile, étant donné la carence de vestiges de cette première période, de retracer l'évolution technique et stylistique de ces deux genres yamato-e et kara-e. Ces motifs d'inspiration japonaise obligent les artistes à trouver une expression mieux adaptée au sentiment des nobles de l'époque, et à modifier le style chinois qu'ils suivent depuis des générations. C'est donc aux efforts des peintres de la cour impériale chargés de décorer le palais et de travailler aux commandes de la noblesse que l'on doit attribuer l'origine de la peinture profane de style national. Il faut remarquer ici qu'il existe une grande différence sociale entre les peintres de la cour de Heian et les artistes du Bureau de Peinture de l'époque Nara. Ceux-ci ne sont au fond que des artisans, inférieurs aux sculpteurs, et leurs valeur personnelle n'est jamais mentionnée dans des documents officiels.
Dans la plupart des cas, ils travaillent en collaboration, se partageant les différentes tâches que demandent les œuvres de grandes dimensions. Le système du Bureau de Peinture est supprimé avant 808, tout de suite après le transfert de la capitale, et il ne reste que deux maîtres et dix ouvriers-peintres au Bureau de Construction. Enfin, le centre des travaux picturaux passe à l'Office de Peinture (E-dokoro) de la cour impériale, fondé avant 886. Dès lors commencent à apparaître dans les documents quelques noms d'artistes appréciés pour leur talent personnel, souvent associés à des légendes merveilleuses. Après Kawanari Kudara(782-853), officier de la garde impériale, renommé pour le réalisme étonnant de ses dessins, c'est Kose Kanaoka qui est mentionné à plusieurs occasions comme le premier génie pictural du Japon. Au milieu du Xe siècle, Kintada et Kinmochi, probablement ses petits-fils, travaillent à la cour de l'empereur Murakami avec un autre peintre de renom, Tsunenori Asukate. Ensuite au début du XIe siècle, âge d'or de la culture aristocratique, la direction de l'Office de Peinture de la cour est confiée à Kose Hirotaka, créateur d'œuvres très diverses, d'inspiration aussi bien profane que religieuse.